# 蓮池 (土佐市)
蓮池（はすいけ）は、高知県土佐市の大字。2010年3月31日現在の人口は3360人。郵便番号は781-1105。本項ではかつて同区域に存在した高岡郡蓮池村（はすいけむら）についても記す。

## 地理
土佐市の中心部である高岡町の西と北に接する。概ね波介川の左岸にあたる。北で北地、南で波介川を挟んで波介・出間に接する。東西を高知自動車道（出入口なし）と国道56号が通過し、南東部へ高知県道287号家俊岩戸真幸線が波介川の右岸に向かって分岐する。土佐郵便局、土佐市消防本部など、市を代表する施設も所在する。

### 河川
- 波介川

## 歴史
- 幕末 - 高岡郡蓮池村が存在。「旧高旧領取調帳」の記載によると高知藩領。
- 明治4年7月14日（1871年8月29日） - 廃藩置県により高知県の管轄となる。
- 1889年（明治22年）4月1日 - 町村制の施行により、近世以来の蓮池村が単独で自治体を形成。
- 1954年（昭和29年）3月31日 - 蓮池村が高岡町・高石村・北原村・波介村・戸波村と合併し、改めて高岡町が発足。同日蓮池村廃止。同町の大字となる。
- 1959年（昭和34年）1月1日 - 高岡町が市制施行・改称して土佐市となり、同市の大字となる。

## 交通

### バス
とさでん交通
- 領石・南国オフィスパーク線
  - Y4 → G5：高岡営業所→中島→針木→朝倉駅前→鏡川橋→北はりまや橋→高知駅→比島→一宮バスターミナル→逢坂峠→医大病院→領石→オフィスパーク第二
- 高岡線
  - G2 - Y4：一宮バスターミナル - 比島 - 高知駅 - 北はりまや橋 - 鏡川橋 - 朝倉駅前 - 針木 - 中島 - 高岡高校通 - 高岡営業所
  - S2 → Y4：長浜→横浜→桟橋通五丁目→南はりまや橋→鏡川橋→朝倉駅前→針木→中島→高岡高校通→高岡営業所
  - S2 → X5：長浜→横浜→桟橋通五丁目→南はりまや橋→上町五丁目→石立十字路→土佐道路→中島→高岡高校通→高岡営業所

高知高陵交通
土佐市ドラゴンバス
- 宇佐・伊野線
  - 高岡営業所→高岡高校通→南中島→宇佐→（竜）→塚地→高岡高校通→天王梅の木第二→伊野駅→天王梅の木第二→高岡高校通→高岡営業所
  - （高知リハビリテーション学院）→高岡営業所→高岡高校通→天王梅の木第二→伊野駅→天王梅の木第二→高岡高校通→南中島→宇佐→（竜）→塚地→高岡高校通→高岡営業所
- 市野々・伊野線
  - 高岡営業所→高岡高校通→波介→市野々→北原→高岡高校通→伊野駅→高岡高校通→高岡営業所→（高知リハビリテーション学院）
  - （高知リハビリテーション学院）→高岡営業所→高岡高校通→伊野駅→高岡高校通南→波介→市野々→北原→高岡高校通→高岡営業所

### 道路
- 高知自動車道
- 国道56号
- 高知県道287号家俊岩戸真幸線

## 施設
- 土佐市立蓮池小学校
- 土佐市立蓮池保育園
- 土佐郵便局
- 土佐市消防本部
- 城山公園
- 新土佐自動車学校
- 蓮池公園　ハスの名所